# Love is Dead (álbum de The Mr. T Experience)
Love is Dead es el sexto álbum de estudio de la banda de punk rock estadounidense The Mr. T Experience, publicado en 1996 por Lookout! Records. Fue el segundo álbum de la banda como un trío y el primero con el bajista Joel Reader y el baterista Jim "Jym" Pittman, reemplazando a Aaron Rubin y Alex Laipeneiks, respectivamente, quienes dejaron la banda el año anterior.

## Lista de canciones
| N.º | Título                                  | Duración |  |
| 1.  | «Sackcloth and Ashes»                   |          |  |
| 2.  | «Ba Ba Ba Ba Ba»                        |          |  |
| 3.  | «I Just Wanna Do it With You»           |          |  |
| 4.  | «Somebody's Song»                       |          |  |
| 5.  | «Thank You (For Not Being One of Them)» |          |  |
| 6.  | «Dumb Little Band»                      |          |  |
| 7.  | «Hangin' on to You»                     |          |  |
| 8.  | «The Future Ain't What it Used to Be»   |          |  |
| 9.  | «I Fell for You»                        |          |  |
| 10. | «Deep Deep Down»                        |          |  |
| 11. | «Can I Do the Thing?»                   |          |  |
| 12. | «I'd Do Anything for You»               |          |  |
| 13. | «Semi-OK»                               |          |  |
| 14. | «I'm Like Yeah, But She's All No»       |          |  |
| 15. | «That Prozac Moment»                    |          |  |
| 16. | «You're The Only One»                   |          |  |

- Datos: Q6690704